# Josef Lanzendörfer
Josef Lanzendörfer (Mariánské Lázně, 24 marzo 1907 – Berchtesgaden, 7 ottobre 1982) è stato un bobbista cecoslovacco.

## Biografia
Viene ricordato come vincitore di una medaglia d'argento nella sua disciplina, vittoria ottenuta ai campionati mondiali del 1935 (edizione tenutasi a Innsbruck, Austria) insieme al connazionale Karel Růžička. Nell'edizione l'oro andò alla Svizzera, il bronzo alla squadra italiana.